# You Wouldn't Steal a Car
"You Wouldn't Steal a Car" ("Você não roubaria um carro") é a primeira frase de um anúncio de serviço público criado em julho de 2004, que fazia parte da campanha anti- violação de direitos autorais "Piracy. It's a crime". Foi criado pela Federação Contra o Roubo de Direitos Autorais e pela Motion Picture Association of America em cooperação com o Escritório de Propriedade Intelectual de Cingapura, e apareceu nos cinemas internacionalmente de 2004 a 2007, e em muitos DVDs comerciais durante o mesmo período como um clipe antes do menu principal ou outras visualizações aparecem, como um vídeo não pulável ou pulável.
O anúncio retrata um homem cometendo roubo de vários objetos e compara esses crimes à duplicação e distribuição não autorizada de materiais protegidos por direitos autorais, como filmes. De acordo com a Canadian Internet Policy and Public Interest Clinic, o anúncio não foi bem sucedido, sendo amplamente ridicularizado. Da mesma forma, um artigo de economia comportamental de 2022 publicado na The Information Society descobriu que os ASPs podem ter aumentado as taxas de pirataria. Até 2009, mais de cem paródias do anúncio foram criadas. Foi relatado que a música no anúncio foi roubada e usada sem permissão. No entanto, uma fonte contesta isso, dizendo que a reportagem é o resultado de uma conflação em relação a um anúncio antipirataria diferente que usava música roubada.

## Na cultura popular
O anúncio foi parodiado em memes da Internet, incluindo aqueles que usam a frase "You wouldn't download a car". Em 2007, o episódio "Moss and the German", do The IT Crowd, parodiou o anúncio, espelhando seus pontos iniciais antes de comparar a violação de direitos autorais a crimes e consequências cada vez mais ridículos. Finlo Rohrer, da BBC, considerou esta versão "talvez a mais conhecida" de mais de cem paródias do anúncio que foram criadas até 2009. Em 2021, o antigo nome de domínio usado pela campanha foi comprado e redirecionado para um upload da paródia no YouTube, possivelmente inspirado por uma discussão no Reddit. Um anúncio do filme Futurama: Bender's Game de 2008 parodiou a campanha fazendo com que Bender interrompesse repetidamente o narrador para dizer que cometeria os crimes descritos. O anúncio foi intitulado "Downloading Often Is Terrible", ou "D.O.I.T".
A Greens-European Free Alliance, em associação com Rafilm, lançou sua própria versão paródia do filme para se opor à indústria da mídia e às opiniões do governo sobre as leis de direitos autorais existentes, bem como para educar o público sobre visões alternativas sobre propriedade intelectual.
Em 2017, The Juice Media produziu uma polêmica paródia do vídeo para o Dia da Austrália. O vídeo comparou a celebração do Dia da Austrália, que marca a chegada da Primeira Frota e é frequentemente chamado de "Dia da Invasão" pelos aborígenes australianos, com a celebração da Solução final dos nazistas, lançando a bomba atômica em Hiroshima e os ataques de 11 de setembro.
"You wouldn't screenshot an NFT" é uma variante do meme "You wouldn't steal a car" que satiriza tokens não fungíveis, baseado na ideia de que a facilidade de fazer cópias digitais da obra de arte associado a um TNF prejudica o valor da compra dele.